# Marthe Saint-Laurent
 (février 2019).
Si vous disposez d'ouvrages ou d'articles de référence ou si vous connaissez des sites web de qualité traitant du thème abordé ici, merci de compléter l'article en donnant les références utiles à sa vérifiabilité et en les liant à la section « Notes et références ».
Marthe Saint-Laurent née le 12 juin 1963 est un écrivain québécois.

## Biographie
Descendante de la famille de Louis St-Laurent, 12e premier ministre du Canada (1948 à 1957), Marthe passe son enfance à la campagne sur une ferme, en Estrie, à quelques kilomètres de Windsor (Québec). Elle a deux frères et de trois sœurs. Dès l’adolescence, Marthe pratique la danse, au théâtre et l’écriture.
À 17 ans, elle quitte Windsor pour suivre, à Montréal, des études collégiales ainsi que des cours d’art dramatique, tout en exerçant des emplois pour payer sa formation. Après l’obtention d’un DEC en arts et lettres du CEGEP Saint-Laurent, à Montréal, elle entreprend un baccalauréat en psychologie à l’Université Concordia, discipline qu’elle délaissera après une année pour se diriger vers un certificat en français écrit qu’elle obtient en 1990 de l’Université du Québec à Montréal. Elle travaille ensuite pour différents médias et agences de communication en coordonnant des événements et en préparant des campagnes de publicité ou de financement et de sensibilisation à travers le Canada.
En 2004, elle obtient son certificat en rédaction française et débute un certificat en journalisme à l’Université de Montréal. En 2012, elle complète un programme de formation en coaching.
Depuis février 2016, elle est, à temps complet, chroniqueuse télé et radio, blogueuse, conférencière en entreprises, coach en écriture, éditrice indépendante et consultante pour plusieurs éditeurs. Elle est l’auteure de 15 ouvrages, dont plusieurs sur le bitchage et le harcèlement,.

## Œuvres
Éditions Marcel Broquet, La nouvelle édition
- La mort à ma table, N. éd., 2018 (ISBN 9782897263386)

Éditions Québec-Livres
- Pour en finir le jugement des autres et la culpabilité, 2018 (ISBN 9782764026410)
- Coffret - Pour nourrir des relations harmonieuses, 2018 (ISBN 9782764026731)
- Coffret - Pour trouver l'amour de sa vie, 2018 (ISBN 9782764026724)
- Comment se protéger contre le bitchage et le harcèlement psychologique et sexuel, 2018 (ISBN 9782897263386)
- Après le fond du gouffre : la résilience heureuse, 2017 (ISBN 9782764026427)
- Choisir la solidarité féminine, 2017 (ISBN 9782764026168)
- Mon idéal de vie, comment choisir la vie qui me ressemble  ?, 2016 (ISBN 9782764025871)

Chez Béliveau éditeur
- Écris-moi ton histoire. Vous rêvez d’écrire ? Passez à l’action !, 2015
- La Mort à ma table, roman, 2014
- 50 questions sur la liposuccion. Tout ce que vous devez savoir, 2014
- 50 questions sur les implants mammaires. Tout ce que vous devez savoir, 2013
- 50 questions sur le Botox. Tout ce que vous devez savoir, 2012
- La Cyberintimidation : des conséquences sans fin. Les paroles s’envolent, mais les écrits restent  !, 2012
- Lettres à ceux qui empoisonnent la vie des autres sans le savoir. 30 comportements qui exaspèrent l’entourage, 2011
- Bitcher et intimider à l’école, c’est assez. Pour élèves, enseignants et parents, 2011
- Le bitchage, guide de survie, 25 conseils indispensables, 2010
- Les femmes aussi aiment le sexe, essai, 2009
- Ces femmes qui détruisent… les femmes. Les ravages du bitchage, 2009